# 挪威海怪

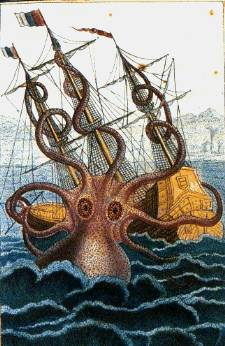
法国水手在安哥拉海岸遭到海怪袭击，德蒙福特，1801年

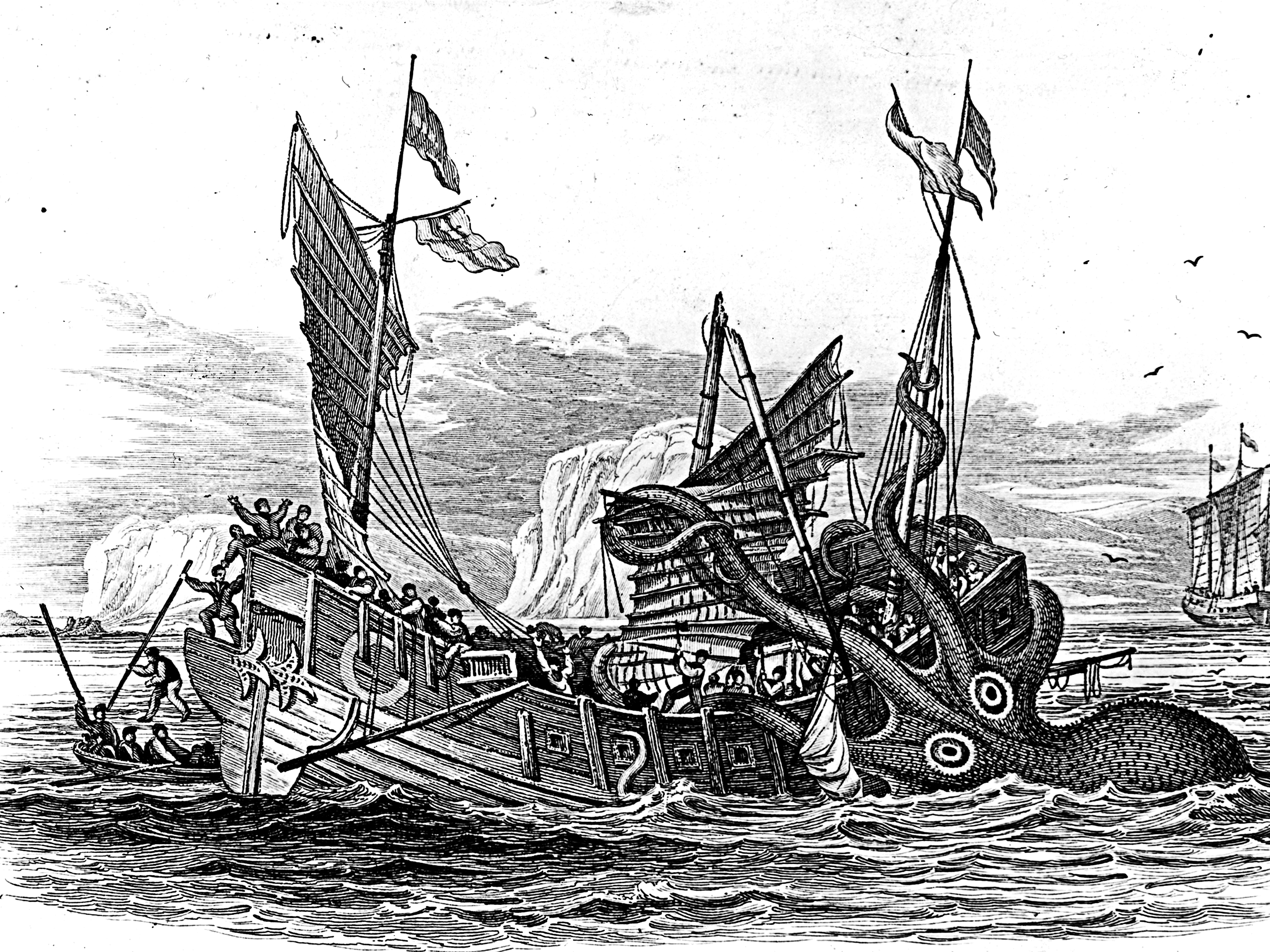
巨型章鱼袭击商船

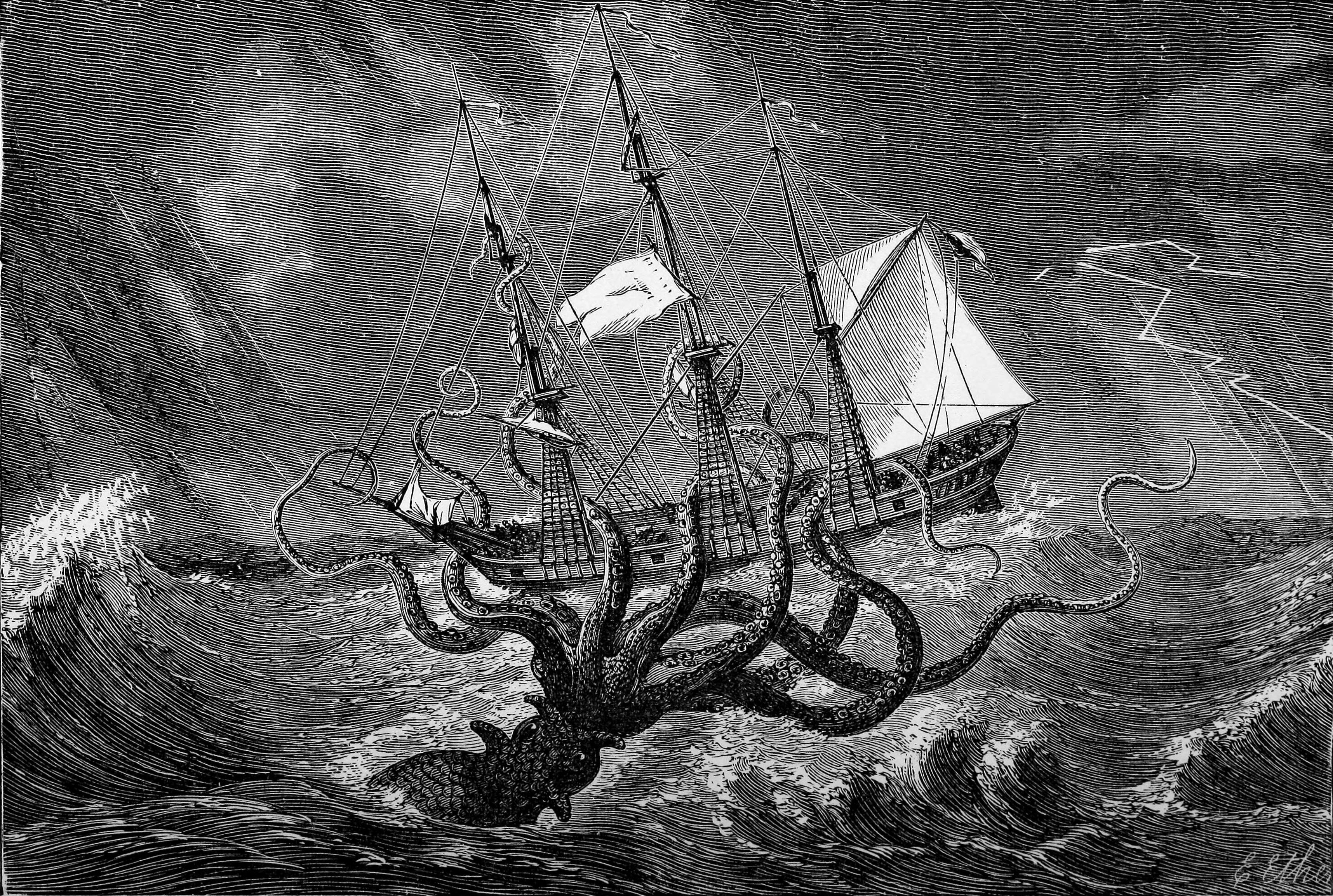
巨型章鱼缠绕船只想象图

挪威海怪，音译克拉肯是北欧神话中游离于挪威和冰岛近海的海怪。挪威海怪巨大的身躯和令人畏惧的外表使它们常常出现在小说作品中。人們以現代科學認知斷定，这个传说可能只不过是人们对真实世界中章魚或巨烏賊（大约13米或者43英尺长，包括触手）的印象。这些怪物生活在海洋的深处但是经常浮上水面捕食，有报告说它们会袭击船只。

## 词源
Kraken 这个词是斯堪的那维亚语中 Krake 一词的定冠词形式。Krake 表示不健康的动物。在现代德语中，Krake（复数：Kraken）表示章鱼，但是有时也表示传说中的挪威海怪。

## 历史
虽然挪威海怪（Kraken）这个词语从来没有出现在《萨迦》一书中，但是书中对相似的怪物有过描述，比如hafgufa和lyngbakr，这些怪物还出现在1250年古挪威典籍《Konungs skuggsjá》中。卡尔·林奈在他所著的《自然系统》（Systema Naturae）一书第一版中把挪威海怪列入头足纲，但是在后来的版本中挪威海怪并未被提及。卑尔根的大主教艾里克·彭托皮丹（Erik Pontoppidan）在他的《挪威的自然历史》中对挪威海怪作了详尽的描述（Copenhagen，1752—3）。
早期的作品（包括艾里克·彭托皮丹的作品）形容挪威海怪就像一个浮动的岛屿。但是对于水手来说真正的危险并不是来自于怪物本身而是来自于当它迅速潜入海底时造成的巨大漩涡。彭托皮丹还描述了海怪的潜在的破坏性：如果它缠绕住了最大的战舰，它可以将船推入洋底。早期关于挪威海怪的一个具有代表性的描述记载在瑞典人雅各·沃伦伯格（Jacob Wallenberg）1781年的书《我的儿子在渡船上》（Min son på galejan）中：“……克拉肯又称为螃蟹鱼，（根据挪威領航員的记录）并不是那么大，加上头和尾也没有我们的厄兰岛大……他住在海底，被无数的小鱼包围着。这些小鱼被他喂养，但是以作为他的食物来回报……他的排泄物喂养大量的鱼群，因此渔夫进入他的休憩场所……克拉肯渐渐地上升至水面，当他在10至12噚的位置时，小船最好移出他的四周，因为之后他会张开，就像是浮动的小岛，然后从他那可怕的鼻孔裡喷出水来，在他的周围产生环状水波，可以延伸至好几英里外…… ”
根据彭托皮丹的说法，挪威渔夫经常冒着生命危险在海怪的上方捕鱼，因为这样渔获量会很大。如果一个渔夫的捕获数量异常多，他们往往会互相说道“你一定是在海怪的上方捕鱼”。彭托皮丹声称人们有时会错误地将挪威海怪当成是一个岛屿，并且有一些地图中纳入的只有部分时间才能目击的岛屿实际上就是挪威海怪。
自从十八世纪晚期以来，关于挪威海怪有许多不同的说法，大都把它描述成类似章鱼的生物。彭托皮丹的说法可能是建立在水手们对大乌贼的观察的基础上。在最早期的描述中挪威海怪更像螃蟹而不是章鱼。挪威海怪一般具有与鲸鱼（而不是章鱼）相关的特徵。另外挪威海怪的某些特徵与冰岛地区的海底火山运动有一些相类似，这些特徵包括水泡、急流和出现新的小岛。
1802年，法国软体动物学家皮埃尔·德蒙福特（Pierre Denys de Montfort）在描述软体动物的百科全书《软体动物普通与特殊的自然历史》（Histoire Naturelle Générale et Particulière des Mollusques）中确认两种大章鱼的存在。德蒙福特提出的第一种章鱼：克拉肯章鱼（kraken octopus），已经被挪威水手和美国捕鲸船员，还有古代作家比如老普林尼描述过。第二种章鱼：巨型章鱼（colossal octopus）的身躯（上图显示）则大得多。听闻曾经在安哥拉近海袭击从圣马洛来的的航船。德蒙福特后来提出更为敏感性的观点：他说10艘英国战舰在1782年的一个晚上神秘地消失了，因此肯定是遭到大章鱼的袭击而沉没。不巧的是，英国人清楚地知道那些战舰究竟发生了什么事。德蒙福特的声誉就因为这样受到极大的损坏，以后再也没有恢复过来。1820年，他在穷困中饿死于巴黎。值得一提的是，许多德蒙福特所提出的关于克拉肯章鱼概念的来源可能描述了非常现实的巨烏賊（1857年已被证实存在过）。

## 文化中的挪威海怪
1830年，亞弗烈·但尼生出版了他备受欢迎的诗篇《挪威海怪》，对以后儒勒·凡尔纳的《海底两万里》中假想的大章鱼巢穴的叙述造成了影响。
日本漫畫家車田正美在其作品《聖鬥士星矢海皇篇》中，傳說中的挪威海怪（Kraken）是海皇波塞冬旗下七將軍化身之一。
在日本輕小說《銃皇無盡的法夫納》中，為人類對紫龍的命名，繁体中文版之名亦取自其音譯，能力是「絕對矛盾」。
在電影《深海攔截大海怪》（Deep Rising，1998年上映）中，一隻巨大海怪襲擊一艘豪華遊輪，吃掉了船上大部分的乘客。
《北海巨妖》﹙Kraken: Tentacles of the Deep，又名 Deadly Water﹚是一套2006年由Nu Image Films和Brightlight Pictures兩間商業公司攝錄的電視電影。电影情节主要是一群由海洋生物学家、船员及寻宝匪徒组成的探险队伍。在航程过程中，寻找遗失的特洛伊宝藏，同时与巨大乌贼斗争。
2006年上映的迪士尼電影《神鬼奇航2：加勒比海盜》裡，深海閻王戴維·瓊斯就招喚了一隻挪威海怪（Kraken）來將黑珍珠號海盜船及傑克·史派羅船長拖入海底。
在游戏魔兽世界的暴风城港口外也潜伏着一只巨型章鱼，会在特定任务中袭击玩家所在的船只；在其姊妹游戏风暴英雄的“海盗湾”战场中，时不时会从海中浮现。
在瑪奇英雄傳裡面也有出現類似的劇情，海中出現克拉肯，是第二季船之墳墓的關卡。
在手機遊戲最終榮耀中，也有出現克拉肯，被當作中立生物。若打敗牠，則會幫忙摧毀敵方陣營的建築。
在刺客教條2裡，在聖瑪麗亞號的最後一節中，有一個水池，凝視1分鐘，會有一隻巨大烏賊游過，不停重複此動作，會有一個巨大烏賊的觸手伸出水池的過場動畫。
在手機遊戲Hackers裡，也有一種程式叫「挪威海怪」，是一種破壞力極強的程式，一路朝向目標核心前進。
在電腦硬體製造商Nzxt推出的中央處理器與顯示卡的水冷系列也取作Kraken。
2018电影《巨齿鲨》中，有巨型章鱼拽住女主角潜艇，最终巨型章鱼被巨齿鲨吞噬的情节。
在微软推出的游戏盗贼之海中，巨型章鱼会在深海里袭击玩家的船只。
在动漫海贼王524集以及漫画60卷中初次出现一只巨型章鱼攻击千陽号，其中騙人布称他为海怪。
在游戏《杀手》的第二章意大利中，往海中一个帆船上的八个铃铛都用狙击枪打中，即可触发一个彩蛋，帆船被kraken攻击并沉下去。
Team17发行的电子游戏《漁帆暗湧》中作为怪物登场。
在電影《變身少女露比》中，主角全家都是海怪，女性碰到海水就會變成巨大的海怪。
在《覺醒了垃圾技能自動機能~咦、工會挖角的人們不再對我說「不需要」了》漫畫版第74話，傳說級大魔獸——「水域的霸者」庫拉肯也是基於「挪威海怪」，並設定其威脅性與「天空支配者」大飛龍並列。
在日本特攝作品《假面騎士系列》的《假面騎士GAVV》反派史托瑪克一家中的長女葛羅塔・史托瑪克其怪人態造型的參考原型。